# Xuyên Vị
Xuyên Vị (chữ Hán giản thể: 川汇区, Hán Việt: Xuyên Vị khu) là một quận của địa cấp thị Chu Khẩu, tỉnh Hà Nam, Cộng hòa Nhân dân Trung Hoa. Đây là quận trung tâm của Chu Khẩu. Quận Chu Vị có diện tích 141 km2, dân số năm 2002 là 360.000 người, mã số bưu chính 466000. Chính quyền quận đóng tại Lão Nhai. 
Quận Xuyên Vị được chia ra thành các đơn vị hành chính gồm 7 nhai đạo: Thất Nhất Lộ, Trần Châu, Phường Chức Lộ, Nhân Hoà, Tiểu Kiều, Thành Đông, Thành Nam, Thành Bắc và Ban Khẩu